# Ken Aplin (Zoologe)
Kenneth „Ken“ Peter Aplin (* 9. Oktober 1958; † Januar 2019) war ein australischer Zoologe. Seine Forschungsschwerpunkte waren die Mammalogie, die Herpetologie und die Paläontologie.

## Leben
Aplin studierte zunächst Archäologie an der Australian National University, wo er 1981 zum Bachelor of Arts graduierte. 1990 promovierte er mit der Dissertation Basicranial regions of diprotodontian marsupials: anatomy, ontogeny and phylogeny an der University of New South Wales zum Ph.D. in Biologie. In den 1980er Jahren forschte er gemeinsam mit Michael Archer in der paläontologischen Fundstätte Riversleigh in Queensland, worüber 1987 eine Studie über die Anatomie des Untergesichts (Basicranium) des im Miozän ausgestorbenen Beuteltiers Wynyardia bassiana entstand. Im selben Jahr veröffentlichte Aplin gemeinsam mit Archer die Schlüsselstudie Recent advances in marsupial systematics with a new syncretic classification, die bis heute zu den Standardreferenzen der Beuteltierklassifikation zählt.
Von 1989 bis 2000 war Aplin Kurator in der Abteilung für Landwirbeltiere am Western Australian Museum. Von 2001 bis 2004 war er als Wildtierbiologe in der Nagetier-Forschungsgruppe der Commonwealth Scientific and Industrial Research Organisation (CSIRO) tätig. Von 2004 bis 2011 war er Forscher an der Australian National Wildlife Collection der CSIRO. Seit 2011 arbeitet er als selbständiger Berater für Wildtier- und Archäologie-Belange. Ferner ist er Mitarbeiter an der Säugetierabteilung der Smithsonian Institution in Washington, D.C.
Aplin gehört zu den Erstbeschreibern von unterschiedlichsten Tierarten, darunter die Raubbeutlerart Pseudantechinus roryi, den Arfak-Streifenbeutler (Dactylopsila kamburayai), die Nagetierarten Rattus timorensis, Mallomys gunung und Mallomys istapantap,  die Blindschlangenarten Anilios ganei, Anilios longissimus, Anilios pilbarensis und Anilios splendidus, die Skinkarten Ctenotus maryani und Eremiascincus butlerorum, die Flossenfüße Delma desmosa und Delma tealei, die Geckoart Diplodactylus klugei, die Waranart Varanus bushi sowie die Froschart Litoria exophthalmia. 1987 stellte er die Familie der Zwerggleitbeutler (Acrobatidae) auf, deren Mitglieder zuvor in die Familie der Bilchbeutler (Burramyidae) gestellt wurden. Ferner beschrieb Aplin einige fossile Arten, darunter die Musser-Timor-Ratte (Coryphomys musseri), Petauroides ayamaruensis, Dendrolagus noibano, Protemnodon nombe und Protemnodon tumbuna.
Neben zahlreichen wissenschaftlichen Artikeln verfasste Aplin Beiträge für das Werk The Mammals of Australia (2008) von Ronald Strahan und Steve van Dyck sowie die Kapitel über die Zwerggleitbeutler und die Beutelmulle im fünften Band des Handbook of the Mammals of the World (2015).

## Dedikationsnamen
2004 benannten Kristofer Helgen und Tim Flannery den Arfak-Mausnasenbeutler (Microperoryctes aplini), der im Arfakgebirge von Papua-Neuguinea endemisch ist, zu Ehren von Ken Aplin. 2018 wurde die ausgestorbene Nagetierart Alormys aplini von der indonesischen Insel Alor nach Aplin benannt. 2020 wurde Aplin im Artepitheton der Froschart Litoria aplini aus Papua-Neuguinea geehrt. 2021 benannte Mark O’Shea die Schlangenart Stegonotus aplini aus Papua-Neuguinea nach Aplin.

## Schriften (Auswahl)
- Building Frog Friendly Gardens, 2000
- Field Guide to Reptiles and Frogs of the Perth Region, 2010
- Kapitel Family Muridae (True Mice and Rats, Gerbils and relatives) In Handbook of the Mammals of the World. Volume 7. Rodents II, Lynx Edicions, Barcelona, 2017 (mit Peter J. Taylor und Christiane Denys)